# Cophoscincopus
Cophoscincopus es un género de lagartos perteneciente a la familia Scincidae. Se distribuyen por el África occidental.

## Especies
Según The Reptile Database:
- Cophoscincopus durus (Cope, 1862)
- Cophoscincopus greeri Böhme, Schmitz & Ziegler, 2000
- Cophoscincopus senegalensis Trape, Mediannikov & Trape, 2012
- Cophoscincopus simulans (Vaillant, 1884)